# Arrow (serie televisiva)
Arrow è una serie televisiva statunitense creata da Greg Berlanti, Marc Guggenheim e Andrew Kreisberg (che sono anche showrunner della serie) basata sul personaggio di Freccia Verde, supereroe protagonista di una serie di fumetti pubblicata da DC Comics. È la prima serie del cosiddetto Arrowverse ed è seguita dagli spin-off: The Flash e Legends of Tomorrow, inseriti nel medesimo universo. Fa parte dell'arrowverse.
La serie è incentrata sul personaggio Oliver Queen, interpretato da Stephen Amell, che, dopo avere passato cinque anni su un'isola deserta, ritorna nella sua città natale, Starling City, nei panni del giustiziere mascherato Green Arrow. Fanno parte del cast principale anche Emily Bett Rickards, David Ramsey, Willa Holland, Paul Blackthorne, Katie Cassidy, Colin Donnell, Manu Bennett, Colton Haynes, John Barrowman, Susanna Thompson, Echo Kellum, Josh Segarra, Rick Gonzalez e Juliana Harkavy. La serie è stata girata principalmente a Vancouver, nella provincia canadese della  Columbia Britannica.
Fu trasmessa dal 10 ottobre 2012 sull'emittente televisiva statunitense  The CW. In Italia la prima stagione è stata trasmessa in prima visione su Italia 1 dall'11 marzo al 27 maggio 2013. Dal 10 gennaio al 9 giugno 2014 è andata in onda la seconda stagione su Italia 1, anche se precedentemente la versione sottotitolata in italiano della stessa stagione era stata trasmessa dal 22 ottobre 2013 sul canale televisivo a pagamento Premium Action. Dal 20 gennaio al 23 giugno 2015 è stata trasmessa in prima TV assoluta la terza stagione su Italia 1, anche se precedentemente la versione sottotitolata in italiano della stessa stagione era stata trasmessa dal 20 ottobre 2014 su Premium Action. La quarta stagione è stata trasmessa su Italia 1 dal 12 gennaio 2016, anche se la versione sottotitolata in italiano è stata trasmessa a partire dal 23 dicembre 2015 su Premium Action. Anche la quinta stagione è stata trasmessa da Italia 1 e la versione sottotitolata su Premium Action. Dalla sesta stagione la serie andrà in onda in prima visione assoluta su Premium Action dal 5 febbraio 2018. Il 3 aprile 2018 la serie è stata rinnovata per una settima stagione. Il 31 gennaio 2019 la serie è stata rinnovata per un'ottava stagione. Il 6 marzo dello stesso anno fu confermato che l'ottava stagione sarebbe stata l'ultima.. L’ottava e ultima stagione è stata trasmessa sul canale The CW dal 15 ottobre 2019 al 28 gennaio 2020.

## Trama

### Prima stagione
La prima stagione si concentra su Oliver che, tornato a Starling City dopo cinque anni trascorsi su un'isola deserta riaccende le sue relazioni e trascorre le sue notti a caccia di criminali benestanti nei panni di un vigilante incappucciato, seguendo una lista lasciatagli da suo padre su cui sono segnati i nomi dei principali uomini che hanno "tradito la sua città". Scopre la cospirazione di Malcolm Merlyn per distruggere "The Glades", la parte più povera della città che è stata sopraffatta dal crimine. John Diggle e Felicity Smoak assistono Oliver nella sua crociata. Oliver si ricongiunge anche con l'ex ragazza, Laurel Lance, che è ancora arrabbiata per il suo ruolo nella presunta morte della sorella Sara. La prima stagione presenta inoltre flashback di quando Oliver si trovava sull'isola, e di come lo ha cambiato (un interessante espediente narrativo che svelerà gradualmente come sia entrato in possesso delle sue abilità di arciere).

### Seconda stagione
Nella seconda stagione Oliver ha promesso di fermare la criminalità senza uccidere criminali, dopo la morte del suo amico Tommy. La sua famiglia e i suoi amici vengono attaccati da Slade Wilson, un uomo che Oliver aveva conosciuto sull'isola e che ora torna per distruggere tutto ciò che è importante per Oliver. Quest'ultimo accetta l'aiuto dell'aspirante vigilante Roy Harper, e inizia a ricevere assistenza dal padre di Laurel, il detective Quentin Lance. Oliver ottiene anche un altro alleato: una misteriosa donna vestita di nero, che alla fine si rivela essere la sorella di Laurel, Sara Lance, che, come Oliver, è sopravvissuta al suo inferno in mare dopo che lo yacht era affondato anni fa. I flashback di questa stagione raffigurano il tempo di Oliver sull'isola con Slade, Sara e l'arciere Shado.

### Terza stagione
Nella terza stagione Arrow è diventato un eroe pubblico nella città di Starling City dopo la sconfitta di Slade Wilson. La Queen Consolidated viene venduta al ricco uomo d'affari, scienziato e aspirante eroe Ray Palmer. Oliver lotta per riunire la sua famiglia, viene coinvolto in un conflitto con Ra's al Ghul e un vecchio nemico ritorna. Dopo un tragico evento, la morte della sorella Sara, Laurel si propone di seguire le sue orme come Black Canary. Diggle lotta con il suo nuovo ruolo di padre di famiglia, dato che Oliver non vuole più John sul campo dopo la nascita di sua figlia. Nel frattempo, Felicity inizia una nuova carriera come vicepresidente alle Palmer Technologies (ex Queen Consolidated). Nei flashback, Oliver è costretto a lavorare per la leader dell'A.R.G.U.S., Amanda Waller, a Hong Kong; lui, Maseo Yamashiro e sua moglie Tatsu Yamashiro lavorano insieme per fermare il generale corrotto Matthew Shrieve, il cui obiettivo è quello di scatenare un agente patogeno mortale, che alla fine Ra's al Ghul ottiene nel presente.

### Quarta stagione
Nella quarta stagione Oliver diventa "Green Arrow". Lui e i suoi alleati combattono contro l'organizzazione terroristica H.I.V.E., diretta dal mistico Damien Darhk, che sta attaccando Star City (ex Starling City). Nel corso della stagione John Diggle scopre che suo fratello Andy è vivo ed è diventato un soldato dell'H.I.V.E.; Thea lavora a fianco di Oliver con lo pseudonimo di "Speedy", ma deve lottare per controllare il suo carattere violento; e apprendendo dell'esistenza del mistico Pozzo di Lazzaro, presso Nanda Parbat, Laurel elabora un piano per fare risorgere sua sorella Sara. La vita di Oliver nei panni di Green Arrow e il suo rapporto con Felicity sono complicati sia dalla sua corsa per diventare sindaco, sia dalla rivelazione che è padre di William, un bambino di nove anni. Oliver alla fine scopre che Damien ha in programma di fare esplodere le armi nucleari e di governare un nuovo mondo sulle ceneri della Terra. Nei flashback, Oliver torna a Lian Yu per infiltrarsi nell'organizzazione Shadowspire per conto della Waller, dove ha il suo primo incontro con l'idolo mistico Kushu, usato da Darhk nel presente per ottenere i poteri.

### Quinta stagione
Nella quinta stagione Oliver arruola e allena i giovani eroi "Wild Dog", "Mister Terrific", "Artemis" e "Ragman" nella sua guerra al crimine dopo la morte di Laurel e le dimissioni di Thea. Successivamente recluta una nuova Black Canary: la metaumana e l'ex detective della polizia Dinah Drake. Sostenuto dai nuovi alleati Oliver cerca di bilanciare il vigilantismo con il suo nuovo ruolo di sindaco. È anche minacciato dal misterioso e mortale cattivo Prometheus, che ha un legame con il passato di Oliver. Nei flashback, Oliver si unisce alla Bratva in Russia per assassinare Konstantin Kovar. Lì, incontra e viene addestrato da una delle figlie di Ra's al Ghul, Talia al Ghul, per diventare un arciere incappucciato, prima di tornare a Lian Yu.

### Sesta stagione
Nella sesta stagione, in seguito alla battaglia su Lian Yu, Oliver deve bilanciare la sua identità di Green Arrow, essere il sindaco ed essere padre di William. Allo stesso tempo nuovi nemici emergono, ciascuno con legami personali ai membri del Team Arrow: Ricardo Diaz, Cayden James, il fondatore di Helix, Black Siren, il doppelgänger di Laurel di Terra-2 e Vigilante, accomunati dal desiderio di vendetta verso Green Arrow. Nel frattempo René, minacciato da Samanta Watson che non avrebbe più rivisto la figlia Zoe, decide di testimoniare che Arrow è in realtà Oliver Queen, causando la sua cacciata dal Team. Anche Dinah e Curtis lasciano il Team, dopo avere scoperto che Oliver li teneva sotto controllo per scoprire il traditore e, insieme, fonderanno un nuovo team. Alla fine della stagione Oliver, in cambio dell'aiuto dell'FBI nella lotta contro Ricardo Diaz, rivelerà al mondo di essere Green Arrow, venendo imprigionato.

### Settima stagione
Nella settima stagione, in seguito al suo arresto, Oliver è imprigionato a Slabside. Intanto il Team Arrow si è sfaldato, Felicity e William sono sotto protezione, Diggle e Curtis lavorano all'Argus, Rene gestisce una palestra e Dinah lavora come poliziotta. Laurel è diventata il nuovo procuratore distrettuale di Star City. A Star City compare un nuovo misterioso Green Arrow. Nel frattempo Ricardo Diaz si è alleato con i Longbow Hunters e medita vendetta contro Oliver. Il nuovo Green Arrow la sorellastra di Oliver a capo dell'organizzazione il Nono Cerchio insieme ai noti Terroristi Dante e Virgilio cercheranno di distruggere Star City e fare cadere il nome di Oliver in disgrazia.

### Ottava stagione
Dopo avere scoperto ciò che il futuro gli riserverà Oliver si ritrova schierato per combattere la battaglia più impegnativa mai affrontata finora, che lascerà il multiverso appeso a un filo. Durante la stagione finale di Arrow Oliver Queen è costretto ad affrontare il vero significato dell'essere un eroe.

## Episodi
| Stagione         | Episodi | Prima TV USA | Prima TV Italia |
| ---------------- | ------- | ------------ | --------------- |
| Prima stagione   | 23      | 2012-2013    | 2013            |
| Seconda stagione | 23      | 2013-2014    | 2014            |
| Terza stagione   | 23      | 2014-2015    | 2015            |
| Quarta stagione  | 23      | 2015-2016    | 2016            |
| Quinta stagione  | 23      | 2016-2017    | 2017            |
| Sesta stagione   | 23      | 2017-2018    | 2018            |
| Settima stagione | 22      | 2018-2019    | 2019            |
| Ottava stagione  | 10      | 2019-2020    | 2020            |

## Personaggi e interpreti
- Oliver Queen / Green Arrow / The Hood / L'incappucciato / Freccia Verde / Arrow (stagioni 1-8) e Oliver Queen di Terra-53 / Dark Arrow (guest star stagione 6), interpretati da Stephen Amell, doppiato da Riccardo Rossi; figlio di miliardari, dopo essere naufragato su un’isola nel mare cinese, ritorna in città dopo cinque anni con lo scopo di combattere il crimine e la corruzione a Starling City.
- Felicity Smoak / Overwatch (stagioni 2-7, ricorrente stagione 1, guest star stagione 8), interpretata da Emily Bett Rickards, doppiata da Paola Majano; tecnica informatica che lavora per i Queen, entra poi a far parte della crociata di Oliver come supporto tecnico.
- John Diggle / Spartan / Freelancer / Green Arrow (stagioni 1-8), interpretato da David Ramsey, doppiato da Simone Mori; ex-militare e braccio destro di Oliver, che aiuta a combattere il crimine nella città.
- Laurel Lance / Black Canary (stagioni 1-4) e Laurel Lance di Terra-2 / Black Siren (stagioni 6-8, ricorrente stagione 5), interpretate da Katie Cassidy, doppiate da Domitilla D'Amico; avvocata, ex-fidanzata di Oliver, figlia di Quentin e sorella di Sara. Dopo l’apparente morte della sorella si unisce al team Arrow, anche se inizialmente Oliver è in disaccordo.
- Tommy Merlyn (stagione 1, guest star stagioni 2-3, 6-8) e Tommy Merlyn di Terra-2 / Arciere Nero (guest star stagione 8) interpretato da Colin Donnell, doppiato da David Chevalier; migliore amico di Oliver, figlio del miliardario Malcolm.
- Thea Queen / Speedy / Red Arrow (stagioni 1-6, ricorrente stagione 8, guest star stagione 7), interpretata da Willa Holland, doppiata da Ilaria Latini; sorellastra di Oliver, inizialmente è una ragazza viziata e ingenua, poi verrà allenata da suo padre Malcolm e si unirà al team Arrow.
- Moira Dearden~Queen (stagioni 1-2, guest star stagioni 5, 8) e Moira di Terra-2 (guest star stagione 8), interpretate da Susanna Thompson, doppiate da Anna Cesareni; madre di Oliver e Thea.
- Quentin Lance (stagioni 1-6, guest star stagioni 7-8), interpretato da Paul Blackthorne, doppiato da Vittorio De Angelis (stagioni 1-3) e Massimo Rossi (stagioni 4-8); detective di polizia e padre di Laurel e Sara, inizialmente disprezza Oliver, incolpandolo per la morte della secondogenita.
- Sara Lance, interpretata da Jacqueline MacInnes Wood (stagione 1) e Caity Lotz (stagione 2+), sorella minore di Laurel Lance e figlia del detective Quentin Lance, doppiata da Laura Cosenza (stagione 1) e Valentina Mari (stagione 2+) Dopo il naufragio è data per morta, in realtà viene salvata dalla Lega degli Assassini e torna a Starling City nella seconda stagione, unendosi al team di Oliver.
- Roy Harper / Arsenal (stagioni 2-3, 7, ricorrente stagioni 1,8, guest star stagioni 4, 6), interpretato da Colton Haynes, doppiato da Gabriele Patriarca (stagione 1) e Andrea Mete (ridoppiaggio stagione 1, stagione 2+); ex-criminale di strada, primo allievo di Oliver e fidanzato di sua sorella Thea.
- Slade Wilson / Deathstroke (stagione 2, ricorrente stagione 1,6 e guest star stagioni 3, 5, 7-8), interpretato da Manu Bennett, doppiato da Pasquale Anselmo, ex-mercenario che odia Oliver a causa di un super siero (il Mirakuru).
- Malcolm Merlyn / Arciere Nero (stagioni 3-4, ricorrente stagioni 1-2, 5, guest star stagioni 7-8) e Malcolm Merlyn di Terra-2 (guest star stagione 8), interpretati da John Barrowman, doppiati da Francesco Bulckaen; miliardario padre di Thea e Tommy, prima arci-nemesi di Oliver.
- Curtis Holt / Mister Terrific (stagioni 5-7, ricorrente stagione 4, guest star stagione 8), interpretato da Echo Kellum, doppiato da Gianluca Crisafi; impiegato dalla Smoak tech.
- Adrian Chase / Prometheus (stagione 5, guest star stagioni 6, 8) e Adrian Chase di Terra-1 / Green Arrow (guest star stagione 8), interpretati da Josh Segarra (come Adrian Chase) e Michael Dorn (come Prometheus), doppiati da Fabrizio Manfredi (Adrian Chase) e Fabio Boccanera (Prometheus), procuratore distrettuale, vera arci-nemesi di Oliver.
- Rene Ramirez / Wild Dog (stagioni 6-8, ricorrente stagione 5) e Rene Ramirez di Terra-2 (guest star stagione 8) interpretato da Rick Gonzalez, doppiato da Luca Mannocci, vigilante dopo la morte della moglie.
- Dinah Drake / Black Canary (stagioni 6-8, ricorrente stagione 5) e Dinah Drake di Terra-2 (guest star stagione 8), interpretate da Juliana Harkavy, doppiate da Angela Brusa, vigilante dopo la morte del fidanzato, oltre ad essere una metaumana.
- Ricardo Diaz / Il Drago / The Dragon (stagione 7, ricorrente stagione 6), interpretato da Kirk Acevedo, doppiato da Stefano Thermes, capo della criminalità organizzata.
- Emiko Adachi / Green Arrow (stagione 7, guest star stagione 8), interpretata da Sea Shimooka, doppiata da Rossa Caputo, sorella da parte di padre di Oliver.
- Mia Smoak / Green Arrow / Blackstar (stagione 8, ricorrente stagione 7), interpretata da Katherine McNamara, doppiata da Joy Saltarelli, figlia di Oliver e Felcity.
- William Clayton (stagione 8, ricorrente stagione 7), interpretato da Ben Lewis, doppiato da Mirko Cannella, figlio di Oliver e Samantha Clayton.
- Connor Hawke / Green Arrow (stagione 8, ricorrente stagione 7), interpretato da Joseph David-Jones, doppiato da Emanuele Ruzza, figlio adottivo di John e Lyla.
- Mar Novu / Monitor (stagione 8, guest star stagione 7), interpretato da LaMonica Garrett, doppiato da Roberto Fidecaro; entità multiversale della materia, che ha come compito proteggere i mondi.
- Mobius / Anti-Monitor (stagione 8), interpretato da LaMonica Garrett, doppiato da Roberto Fidecaro, entità multiversale dell'antimateria, che vuole distruggere i mondi positivi per sostituirli con i suoi negativi, è l'opposto di Novu.

## Produzione

### Sviluppo
Arrow è stato sviluppato da Greg Berlanti, Marc Guggenheim e Andrew Kreisberg, mentre l'episodio pilota è stato diretto da David Nutter.
La serie è stata acquistata da The CW l'11 maggio 2012, e viene trasmessa dal 10 ottobre 2012. In data 22 ottobre 2012, tramite il suo account Twitter, Stephen Amell conferma che il network CW ha ordinato l'intera prima stagione dopo gli ottimi ascolti dei primi due episodi. L'11 febbraio 2013 The CW ha rinnovato la serie per una seconda stagione che è stata trasmessa a partire dal 9 ottobre 2013. A occuparsi della fotografia di alcuni degli episodi è Gordon Verheul, che aveva in precedenza lavorato a numerose puntate di Smallville.
Il 13 febbraio 2014 The CW ha rinnovato la serie per una terza stagione, mentre nei mesi seguenti è stata annunciata la produzione dello spin-off The Flash, ispirato dal personaggio di Flash. La produzione ha poi svelato, durante il Comic-Con Internazionale 2014 di San Diego, che la terza stagione prenderà il via negli Stati Uniti l'8 ottobre 2014. L'11 gennaio 2015 la serie è stata rinnovata per una quarta stagione che sarà trasmessa a partire dal 7 ottobre 2015. L'11 marzo 2016 la serie viene rinnovata per la quinta stagione. L'8 gennaio 2017, The CW ha rinnovato la serie per una sesta stagione, in onda dal 12 ottobre 2017. Il 2 aprile 2018, la rete ha rinnovato la serie per una settima stagione, che è andata in onda a partire dall'autunno del 2018. Successivamente, il 31 gennaio 2019 la serie viene rinnovata per una ottava stagione che invece uscirà a partire dall'autunno. L'ottava stagione sarà l'ultima della serie e sarà composta da dieci episodi.

### Crossover
I personaggi, condividendo lo stesso universo, appaiono anche in alcuni episodi della serie The Flash; inoltre nella quarta stagione c'è stato un episodio crossover con la serie Constantine, dove fa la sua comparsa il protagonista, Matt Ryan.
Inoltre nel primo episodio della quarta stagione, durante uno nei numerosi flashback del protagonista, lo si può vedere intento a chiacchierare con Amanda Waller in un bar a Coast City. All'inizio della scena viene inquadrato un uomo con indosso una giacca di pelle e la targhetta "Jordan"; questo è un probabile riferimento a Hal Jordan, l'alter ego di Lanterna Verde, ulteriore personaggio della DC Comics. In seguito a una manipolazione della Waller Oliver tornerà sull'isola e lì avrà il suo primo incontro con Constantine e il mondo del soprannaturale.
Nella quarta stagione un doppio episodio incrociato con The Flash fa da pilota per la serie Legends of Tomorrow
È stato girato anche un crossover tra Arrow (5ª stagione), The Flash (3ª stagione), Legends of Tomorrow (2ª stagione) e il telefilm Supergirl (2ª stagione), che è ambientato nello stesso universo narrativo ma su un'altra dimensione, la Terra-38; la storia si divide in quattro puntate divise tra i rispettivi telefilm, e vede i personaggi affrontare una razza aliena nota come Dominatori. L'anno successivo un nuovo crossover, "Crisi su Terra-X", porta team Arrow, team Flash e Supergirl su un'altra Terra (Terra-X), dove i loro doppelgänger fanno parte di una dittatura di stampo nazista (di cui fa parte anche Eobard Thawne/Anti-Flash, ma con le sembianze di Harrison Wells). Nel 2018 è la volta di un altro crossover in sole tre puntate e diviso tra Arrow (7ª stagione), The Flash (5ª stagione) e Supergirl (4ª stagione), intitolato "Altri mondi" (in omaggio a una collana della DC Comics che esplorava variazioni dei personaggi canonici) vede l'arrivo di una creatura chiamata il Monitor, che osserva il Multiverso in attesa di un evento molto importante (dagli indizi potrebbe essere una versione televisiva del maxi evento "Crisi delle Terre Infinite" e dovrebbe chiudere la serie).

## Promozione
Per promuovere la serie DC Comics ha prodotto un fumetto di anteprima di dieci pagine per il San Diego Comic-Con del 2012, scritto da Kreisberg, illustrato da Omar Francia, e con una copertina realizzata dall'artista Mike Grell. Il team di produzione della serie televisiva considera il fumetto un'opera che condivide lo stesso canone della serie. Kreisberg ha detto, rivolgendosi a chi ne avesse ottenuto una copia: «Tenetela stretta e, con il progredire della serie, l'apprezzerete sempre di più».

## Accoglienza
Negli Stati Uniti d'America la serie riceve critiche positive con una votazione di 73/100 da parte dei critici e una buona accoglienza da parte del pubblico con una votazione di 7.8/10 su Metacritic e di 8.1/10 su IMDb.. La serie fa registrare ottimi ascolti al network The CW con ascolti che non otteneva da tre anni. Anche in Italia la serie riceve un'ottima accoglienza, risultando la serie più vista nel 2013 con picchi di oltre 3.400.000 spettatori e oltre il 12,5% di share, spingendo il protagonista Stephen Amell a ringraziare i fan italiani su Twitter.

## Distribuzione

### Edizioni home video

#### DVD e Blu-ray
In Italia la serie è stata inizialmente pubblicata solo in formato DVD, successivamente è stata pubblicata in Blu-ray la quinta stagione (il 22 novembre 2017) e poi le prime quattro (il 14 febbraio 2018).
| Stagione completa | Date di uscita    | Date di uscita     | Date di uscita          | Date di uscita    | Date di uscita |
| Stagione completa | Regione 1         | Regione 2 (Italia) | Regione 2 (Regno Unito) | Regione 4         |                |
| ----------------- | ----------------- | ------------------ | ----------------------- | ----------------- | -------------- |
| 1ª                | 17 settembre 2013 | 18 settembre 2013  | 23 settembre 2013       | 2 ottobre 2013    |                |
| 2ª                | 16 settembre 2014 | 18 settembre 2014  | 15 settembre 2014       | 3 dicembre 2014   |                |
| 3ª                | 22 settembre 2015 | 23 settembre 2015  | 28 settembre 2015       | 23 settembre 2015 |                |
| 4ª                | 30 agosto 2016    | 17 novembre 2016   | 5 settembre 2016        | 7 settembre 2016  |                |
| 5ª                | 19 settembre 2017 | 22 novembre 2017   | 11 settembre 2017       | 9 settembre 2018  |                |
| 6ª                | 14 agosto 2018    | 5 dicembre 2018    | 3 settembre 2018        | 15 agosto 2018    |                |
| 7ª                |                   | 11 dicembre 2019   |                         |                   |                |

## Riconoscimenti

### Accolades
| Anno | Premio                                    | Categoria                                                          | Nominato/i | Risultato       |
| ---- | ----------------------------------------- | ------------------------------------------------------------------ | --- | --------------- |
| 2012 | Satellite Awards                          | Satellite Award for Best Television Series – Genre                 | Arrow | Candidato/a     |
| 2012 | IGN Awards                                | Best TV Hero                                                       | Stephen Amell/Arrow | Candidato/a     |
| 2013 | People's Choice Awards                    | Favorite New TV Drama                                              | Arrow | Candidato/a     |
| 2013 | Leo Awards                                | Best Dramatic Series                                               | Joseph Patrick Finn, Greg Berlanti, Marc Guggenheim, Andrew Kreisberg, Melissa Kellner Berman, Drew Greenberg, Jennifer Lence, Wendy Mericle, Carl Ogawa | Candidato/a     |
| 2013 | Leo Awards                                | Cinematography                                                     | Glen Winter ("Pilot") | Vincitore/trice |
| 2013 | Leo Awards                                | Cinematography                                                     | Gordon Verheul ("Lone Gunman") | Candidato/a     |
| 2013 | Leo Awards                                | Best Visual Effects                                                | Jean-Luc Dinsdale, Pauline Burns, Andrew Orloff, Dave Gauthier ("Burned")                                                                                | Vincitore/trice |
| 2013 | Leo Awards                                | Best Production Design                                             | Richard Hudolin ("Pilot") | Vincitore/trice |
| 2013 | Leo Awards                                | Best Casting                                                       | Coreen Mayrs, Heike Brandstatter ("An Innocent Man") | Candidato/a     |
| 2013 | Leo Awards                                | Best Stunt Coordination                                            | J.J. Makaro ("Pilot") | Vincitore/trice |
| 2013 | Leo Awards                                | Best Stunt Coordination                                            | J.J. Makaro ("Vertigo") | Candidato/a     |
| 2013 | NewNowNext Awards                         | Best New Indulgence                                                | Arrow | Candidato/a     |
| 2013 | NewNowNext Awards                         | Cause You're Hot                                                   | Stephen Amell | Candidato/a     |
| 2013 | Saturn Awards                             | Best Youth-Oriented Series on Television                           | Arrow | Candidato/a     |
| 2013 | Teen Choice Awards                        | Choice TV Show: Fantasy/Sci-Fi                                     | Arrow | Candidato/a     |
| 2013 | Teen Choice Awards                        | Choice TV Breakout Show                                            | Arrow | Candidato/a     |
| 2013 | Teen Choice Awards                        | Choice TV Actor: Fantasy/Sci-Fi                                    | Stephen Amell | Candidato/a     |
| 2013 | Teen Choice Awards                        | Choice TV Breakout Star                                            | Stephen Amell | Candidato/a     |
| 2013 | Teen Choice Awards                        | Choice TV Actress: Fantasy/Sci-Fi                                  | Katie Cassidy | Candidato/a     |
| 2013 | Canadian Society of Cinematography Awards | Cinematographer Awards for TV Drama Cinematography                 | Glen Winter csc, Arrow ("Pilot") | Vincitore/trice |
| 2013 | Broadcast Music, Inc.                     | BMI Television Music Awards                                        | Blake Neely | Vincitore/trice |
| 2014 | IGN Awards                                | Best TV Hero                                                       | Stephen Amell/Arrow | 2nd Place       |
| 2014 | People's Choice Awards                    | Favorite Sci-Fi/Fantasy TV Actor                                   | Stephen Amell | Candidato/a     |
| 2014 | Satellite Awards                          | Satellite Award for Best Television Series – Genre                 | Arrow | Candidato/a     |
| 2014 | Saturn Awards                             | Best Youth-Oriented Series on Television                           | Arrow | Candidato/a     |
| 2014 | Leo Awards                                | Program                                                            | Greg Berlanti, Joseph P. Finn, Marc Guggenheim, Andrew Kreisberg, Wendy Mericle                                                                          | Candidato/a     |
| 2014 | Leo Awards                                | Cinematography                                                     | Gordon Verheul ("Sacrifice") | Candidato/a     |
| 2014 | Leo Awards                                | Make-Up                                                            | Danielle Fowler ("Keep Your Enemies Closer") | Candidato/a     |
| 2014 | Leo Awards                                | Stunt Coordination                                                 | J. J. Makaro ("The Scientist") | Candidato/a     |
| 2014 | Leo Awards                                | Lead Performance – Male                                            | Stephen Amell ("Crucible") | Candidato/a     |
| 2014 | Leo Awards                                | Lead Performance – Female                                          | Emily Bett Rickards ("Three Ghosts") | Candidato/a     |
| 2014 | Constellation Awards                      | Best Male Performance in a 2013 Science Fiction Television Episode | Stephen Amell ("The Odyssey") | Candidato/a     |
| 2014 | Constellation Awards                      | Best Science Fiction Television Series of 2013                     | Arrow | Candidato/a     |
| 2014 | Teen Choice Awards                        | Choice TV Show: Fantasy/Sci-Fi                                     | Arrow | Candidato/a     |
| 2014 | Teen Choice Awards                        | Choice TV Female Breakout Star                                     | Emily Bett Rickards | Candidato/a     |
| 2014 | Young Hollywood Awards                    | Super Superhero                                                    | Stephen Amell | Candidato/a     |
| 2015 | Saturn Awards                             | Best Superhero Adaption Television Series                          | Arrow | Candidato/a     |
| 2015 | Leo Awards                                |                                                                    | Arrow |                 |
| 2015 | Cinematography                            | C. Kim Miles ("Blind Spot")                                        | Candidato/a |                 |
| 2015 | Costume Design                            | Maya Mani ("Suicide Squad")                                        | Candidato/a |                 |
| 2015 | Lead Performance – Female                 | Emily Bett Rickards ("Left Behind")                                | Candidato/a |                 |
| 2015 | Teen Choice Awards                        | Choice TV Show: Sci-Fi/Fantasy                                     | Arrow | Candidato/a     |
| 2015 | Teen Choice Awards                        | Choice TV Actor: Sci-Fi/Fantasy                                    | Stephen Amell | Candidato/a     |
| 2015 | Teen Choice Awards                        | Choice TV Actress: Sci-Fi/Fantasy                                  | Emily Bett Rickards | Candidato/a     |
| 2015 | Teen Choice Awards                        | Choice TV Liplock                                                  | Stephen Amell & Emily Bett Rickards | Candidato/a     |
| 2015 | Teen Choice Awards                        | Choice TV Villain                                                  | Matt Nable | Candidato/a     |
| 2015 | PRISM Awards                              | Performance in a Drama Multi-Episode Storyline                     | Katie Cassidy | Vincitore/trice |
| 2015 | MTV Fandom Awards                         | Ship Of The Year                                                   | Stephen Amell & Emily Bett Rickards | Vincitore/trice |
| 2016 | People's Choice Awards                    | Favorite Network TV Sci-Fi/Fantasy                                 | Arrow | Candidato/a     |
| 2016 | Saturn Awards                             | Best Superhero Adaptation Television Series                        | Arrow | Candidato/a     |
| 2016 | Teen Choice Awards                        | Choice TV Show: Fantasy/Sci-Fi                                     | Arrow | Candidato/a     |
| 2016 | Teen Choice Awards                        | Choice TV Actress: Fantasy/Sci-Fi                                  | Emily Bett Rickards | Candidato/a     |
| 2016 | Teen Choice Awards                        | Choice TV: Liplock                                                 | Stephen Amell & Emily Bett Rickards | Candidato/a     |
| 2016 | MTV Fandom Awards                         | Ship Of The Year                                                   | Stephen Amell & Emily Bett Rickards | Vincitore/trice |
| 2017 | People's Choice Awards                    | Favorite Network TV Sci-Fi/Fantasy                                 | Arrow | Candidato/a     |
| 2017 | Saturn Awards                             | Best Superhero Adaptation Television Series                        | Arrow | Candidato/a     |
| 2017 | MTV Movie & TV Awards                     | Best Hero                                                          | Stephen Amell | Candidato/a     |
| 2017 | Leo Awards                                | Best Lead Performance by a Female in a Dramatic Series             | Emily Bett Rickards | Candidato/a     |
| 2017 | Leo Awards                                | Best Cinematography in a Dramatic Series                           | Shamus Whiting-Hewlett | Candidato/a     |
| 2017 | Leo Awards                                | Best Stunt Coordination in a Dramatic Series                       | Curtis Braconnier, Eli Zagoudakis | Vincitore/trice |
| 2017 | Teen Choice Awards                        | Choice TV Actor: Action                                            | Stephen Amell | Candidato/a     |
| 2017 | Teen Choice Awards                        | Choice TV Actress: Action                                          | Emily Bett Rickards | Candidato/a     |
| 2017 | Teen Choice Awards                        | Choice TV Show: Action                                             | Arrow | Candidato/a     |
| 2017 | Teen Choice Awards                        | Choice TV Villain                                                  | Josh Segarra | Candidato/a     |
| 2018 | Teen Choice Awards                        | Choice TV Show: Action                                             | Arrow | Candidato/a     |
| 2018 | Teen Choice Awards                        | Choice TV Actor: Action                                            | Stephen Amell | Candidato/a     |
| 2018 | Teen Choice Awards                        | Choice TV Actress: Action                                          | Emily Bett Rickards | Candidato/a     |
| 2018 | Teen Choice Awards                        | Choice TV Ship                                                     | Stephen Amell & Emily Bett Rickards | Candidato/a     |

## Altri media

### Fumetti
La DC Comics lancia una serie regolare dal titolo Arrow il 28 novembre 2012. I testi sono di Marc Guggenheim e Andrew Kreisberg mentre i disegni sono di Mike Grell, Jorge Jimenez e Sergio Sandoval. Lo scopo della serie è di riprendere le tematiche e i personaggi della serie televisiva per proporli ai lettori di fumetti o ai neofiti che si avvicinano al personaggio grazie alla visione del programma. La serie non è infatti inserita nella continuity dell'Universo DC e non ha legami con la serie Green Arrow, rilanciata dalla DC all'interno del progetto The New 52. Il protagonista è sempre Oliver Queen/Green Arrow ma il contesto e i personaggi subiscono variazioni più o meno marcate per quanto riguarda l'aspetto, le origini e la caratterizzazione.
Nel 2016 parte una nuova serie distribuita digitalmente, Arrow: the Dark Archer; questa avventura si colloca nell'intervallo tra 3ª e 4ª stagione, ma comprende molti flashback incentrati sui trascorsi di Malcolm Merlin prima di trasferirsi a Starling e diventare il villain della prima stagione. L'attore John Barrowman e sua sorella Carole sono accreditati come cosceneggiatori della serie.

## Spin-off
Il doppio episodio della seconda stagione Lo scienziato e I tre fantasmi è stato il backdoor pilot della serie spin-off The Flash, che viene trasmesso dal 7 ottobre 2014. Il protagonista, Grant Gustin, interpreta la parte di Barry Allen/Flash.
Nel 2015 la The CW aveva annunciato anche la collaborazione con la DC Comics: è in corso la realizzazione di una nuova serie animata, Vixen. La particolarità di questa serie è che, nonostante sia animata, sarà ambientata nello stesso universo di Arrow, una sorta di spin-off della serie originaria.
Nel 2016 ha avuto inizio la programmazione del secondo spin-off live action della serie Legends of Tomorrow, che vedrà come protagonisti Brandon Routh e Caity Lotz, già apparsi in Arrow nei rispettivi ruoli di Ray Palmer e Sara Lance, insieme a Victor Garber, apparso in The Flash, nel ruolo di Martin Stein.
Inoltre è presente anche un crossover con la serie NBC Constantine.
Nel 2019 è stato annunciato un potenziale spin-off ambientato nel 2040 e intitolato Green Arrow and the Canaries che seguirà la vita di Mia Smoak come Green Arrow e di Laurel Lance e Dinah Drake come Canaries. In seguito è stato annunciato che il nono episodio dell'ottava stagione di Arrow, in onda il 21 gennaio 2020, sarebbe stato un backdoor pilot per tale spin-off. L'8 gennaio 2021 la The CW comunica di non procedere con la realizzazione dello spin-off della serie.